# Бърдо (община Пале)
Бърдо (на сръбски: Брдо) е село в Босна и Херцеговина, разположено в община Пале, в ентитета на Република Сръбска. Намира се на 1305 метра надморска височина. Населението му според преброяването през 2013 г. е 83 души, от тях: 83 (100 %) сърби.

## Население
Численост на населението според преброяванията през годините:
- 1961 – 75 души
- 1971 – 48 души
- 1981 – 23 души
- 1991 – 41 души
- 2013 – 83 души